# Balcarce partido
Balcarce  egy partido (körzet) Argentínában a Buenos Aires tartományban. A fővárosa Balcarce.

## Települések
Városok
| - Balcarce - San Agustín - Los Pinos | - Napaleofú - Ramos Otero |

Falvak ( Parajes)
| - Villa Laguna La Brava - Bosch |

## Népesség
| Népesség | 4.198 | 8.166    | 19.464   | 30.621  | 37.477  | 33.921 | 39.544  | 41.194 | 42.039 |
| Változás | -     | +194,52% | +138,35% | +57,32% | +22,38% | -9,48% | +16,57% | +4,17% | +2,05% |